# Vitelio
Aulo Vitelio (en latín: Aulus Vitellius; 7 o 24 de septiembre de 12 o 15-Roma, 20 de diciembre de 69) fue un emperador romano que gobernó desde abril hasta diciembre de 69, en el «año de los cuatro emperadores».
Vitelio procedía de una familia del orden ecuestre. Bajo los Julio-Claudios hizo carrera política: ocupó los cargos de cuestor, pretor, cónsul en 48 y procónsul de África en 60 o 61. A finales del año 68, el emperador Servio Sulpicio Galba lo nombró gobernador de Germania Inferior.
El 1 de enero de 69 estalló una rebelión en las legiones de la Germania Inferior y Superior, y el 2 de enero, Aulo Vitelio fue proclamado emperador. Recibió el apoyo de otras provincias occidentales: Galia Lugdunense, Aquitania, Narbonense, y toda Hispania. Vitelio envió a Roma dos ejércitos dirigidos por Aulo Cecina Alieno y Fabio Valente, quienes en abril derrotaron a los partidarios del nuevo emperador Marco Salvio Otón en Bedriacum. Este último se suicidó y sus tropas y el Senado juraron lealtad a Vitelio.
Aulo llegó a Roma a mediados de julio de 69. Pronto supo que el gobernador de Judea, Tito Flavio Vespasiano, se había proclamado emperador con el apoyo de todo Oriente. Las legiones de Panonia, Mesia y Dalmacia dirigidas por Marco Antonio Primo también desertaron a los rebeldes e invadieron Italia. En la segunda batalla de Bedriacum, en octubre, los vitelianos fueron derrotados. Cuando el enemigo se acercó a Roma, Vitelio negoció con él, expresando su voluntad de abandonar el poder y recibir misericordia; finalmente los flavios ocuparon Roma con una batalla en diciembre de 69, y Vitelio terminó siendo asesinado.

## Biografía

### Orígenes
La gens Vitelia se menciona por primera vez en la historia romana en relación con los acontecimientos del año 509 a. C. Según Tito Livio y Plutarco, dos hermanos patricios pertenecientes a esta familia, cuya hermana estaba casada con el fundador de la República romana, Lucio Junio Bruto, conspiraron para restaurar en el poder al rey Tarquinio el Soberbio en Roma, pero fracasaron. El escritor de la época de Augusto Quinto Elogio trazó la genealogía de esta familia hasta Fauno, rey de los aborígenes, y una diosa llamada Vitelia, quien no se menciona en otras fuentes. En la historiografía, se acepta generalmente que los Vitelio-patricios son una creación ficticia de los analistas romanos.

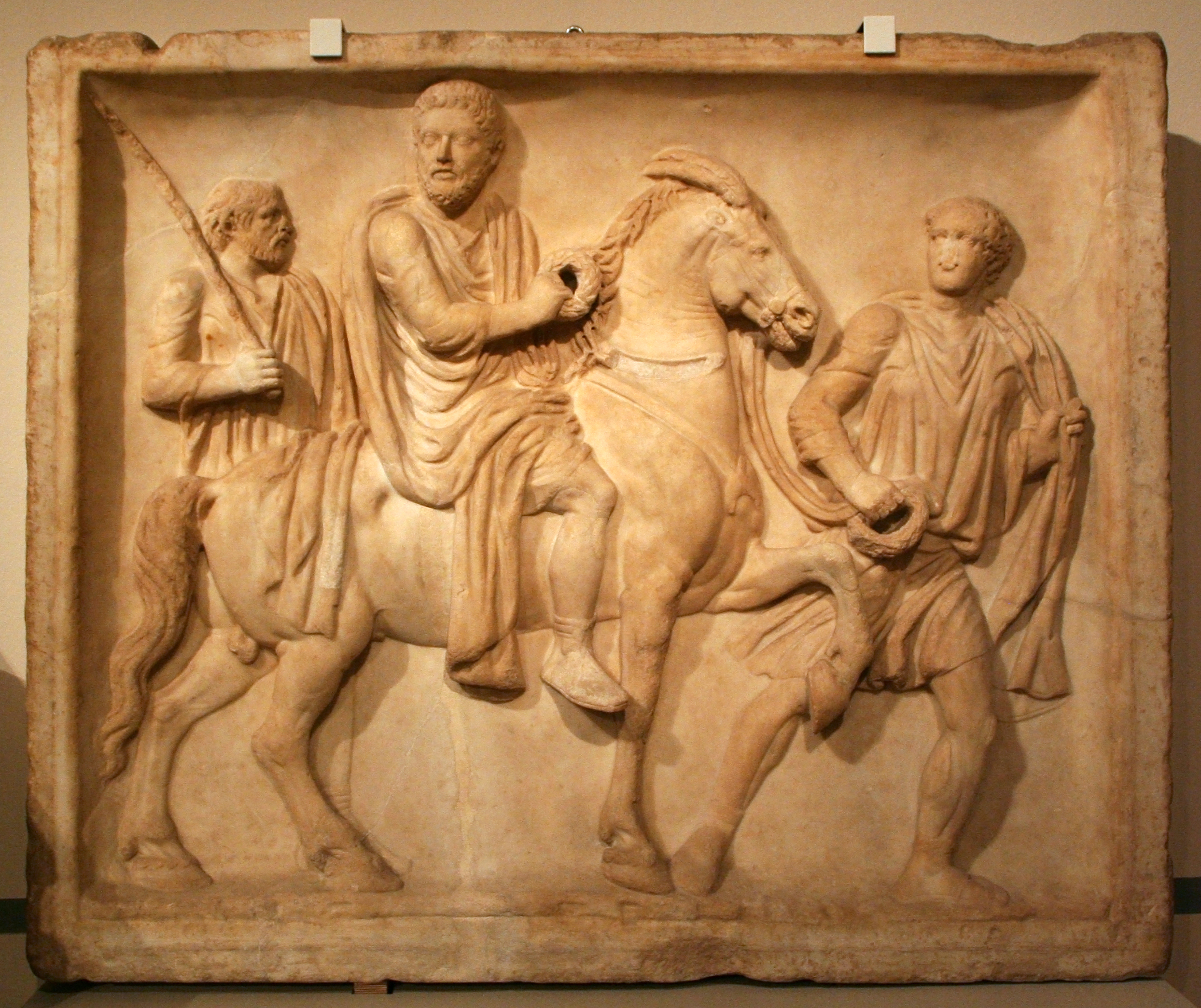
Relieve Giustiniani.

Los miembros de la gens Vitelia de la época imperial pertenecían al orden ecuestre, y algunos de ellos se trasladaron a Roma desde Nuceria, en Campania, o desde Lucera, en Apulia, pero la primera versión puede ser el resultado de una simple confusión. Solamente Suetonio habla sobre el origen del emperador Vitelio y escribe que sobre este tema existían «las opiniones más diversas y disímiles»: algunos genealogistas afirmaban que los Vitelio ecuestres eran descendientes de los patricios, otros que era una familia «nueva, poco generosa y hasta oscura». Según la segunda versión, el antepasado era un liberto que remendaba zapatos viejos, y su hijo se enriqueció «con ventas y denuncias» y se casó con una «mujer asequible», la hija del panadero Antíoco. Además, el nieto del liberto accedió al orden ecuestre.
En cualquier caso, el primero de esta familia que se menciona en las fuentes es Publio Vitelio, caballero romano y administrador de los bienes de Augusto, y padre de cuatro hijos, todos senadores. El mayor, Aulo, fue cónsul sufecto en 32 y murió antes de que expirara su mandato; el segundo, Quinto, fue cuestor bajo Augusto, y bajo Tiberio en 17 fue expulsado del Senado por despilfarro; el tercero, Publio, ascendió en su carrera hasta la pretura, pero tras ser acusado de conspirar con Lucio Sejano se suicidó en 35. Finalmente, el cuarto, Lucio, fue cónsul tres veces (en el 34, 43 y 47) y censor en el 48. De su matrimonio con Sextilia, «una mujer de dignidad y nobleza», nació el futuro emperador Aulo Vitelio.
Así, a diferencia de los Julio-Claudios, Vitelio pertenecía a la nueva aristocracia. Además, tenía un hermano menor, Lucio, quien fue cónsul sufecto en 48. Por una inscripción dedicatoria se puede saber de la existencia de un primo del emperador, Quinto Vitelio, hijo de Quinto.

### Primeros años
No hay consenso en las fuentes sobre cuándo nació Aulo Vitelio. Suetonio escribe sobre el consulado de Druso César y Cayo Norbano Flaco en 15, y Dion Casio lo apoya, informando que Vitelio vivió poco más de cincuenta y cuatro años. Pero según el mismo Suetonio, Aulo murió en su quincuagésimo octavo año, es decir, nació en el año 12. La misma fecha es indicada por Publio Cornelio Tácito, Flavio Eutropio y Pseudo-Aurelio Víctor. En cuanto al día en que nació el futuro emperador, las fuentes también tienen dos versiones: el octavo día antes de las calendas de octubre o el séptimo día antes del idus de septiembre, es decir, el 24 o el 7 de septiembre respectivamente. Ya Suetonio no sabía cuál de estas opciones era preferible. Existe la opinión en la historiografía de que fue más bien el 7 de septiembre, ya que en 69 los cónsules celebraron el cumpleaños de Vitelio, y el curso de la guerra civil hace más plausible esta fecha.
En general se sabe muy poco sobre la vida de Aulo Vitelio antes de que tomara el poder, y esta información no es en algunos casos indiscutible. Suetonio informa que el futuro emperador pasó su infancia y juventud en la isla de Capri, donde era uno de los «spintria» de Tiberio, es decir, estaba entre el «grupo elegido de muchachas, de jóvenes y de disolutos, inventores de placeres monstruosos», quienes «formaban allí entre sí una triple cadena, y entrelazados de este modo se prostituían en su presencia para despertar, por medio de este espectáculo, sus estragados deseos». El biógrafo incluso afirma que fue la belleza de Aulo la que aseguró la brillante carrera de su padre. Esta información, sin embargo, contradice a las palabras de Tácito de que Aulo debía su elevación al mérito de su padre.

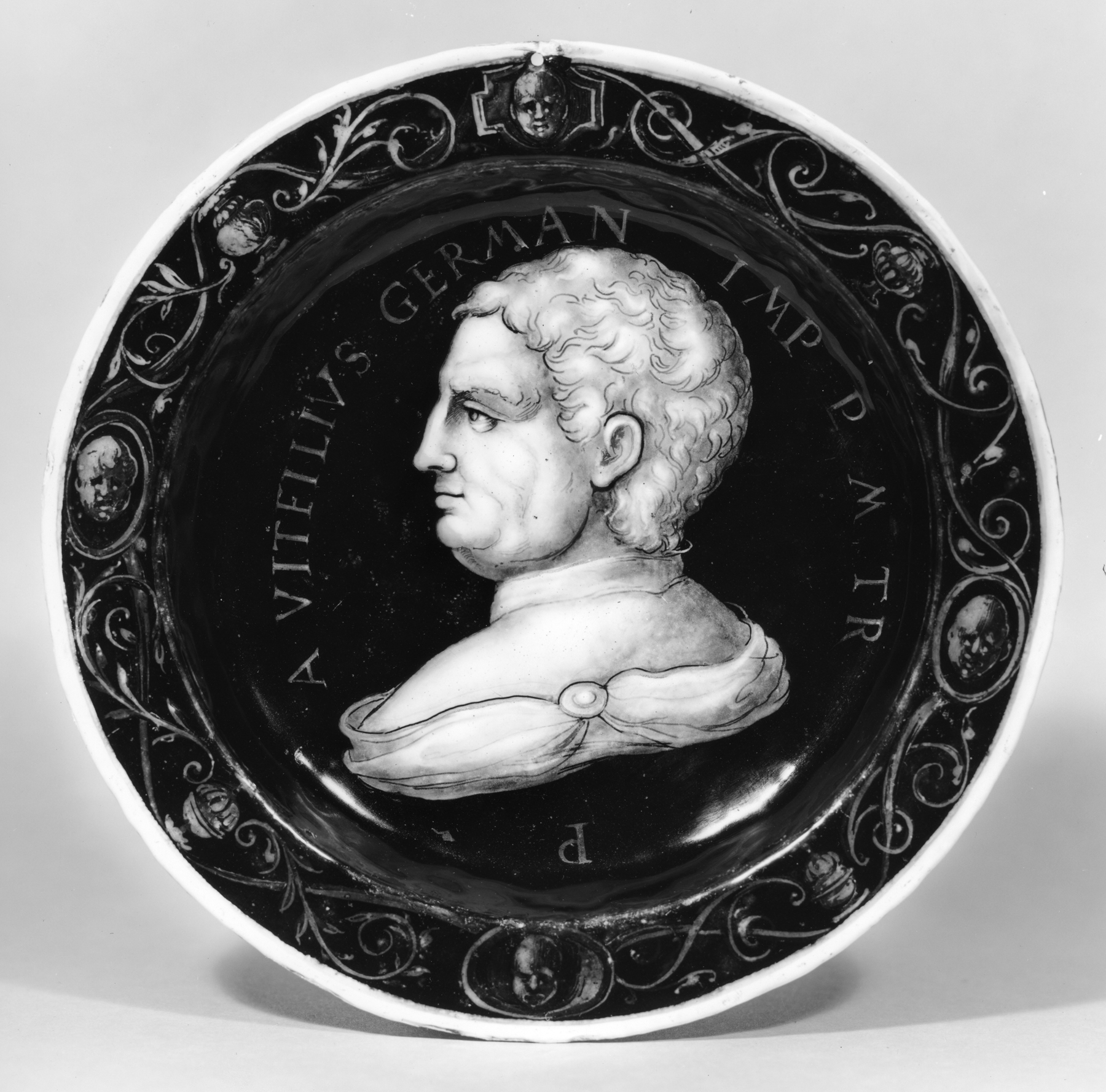
Retrato de Aulo Vitelio (segunda mitad del siglo).

Según Suetonio, Vitelio fue favorecido por los últimos césares. Con Calígula se acercó por su afición a las carreras de caballos, con Claudio por su amor al juego. Además, Nerón estaba agradecido con Vitelio por haber halagado sus habilidades musicales. Existe la opinión en la historiografía de que no hubo nada de esto: Suetonio pudo simplemente haber sacado información de los escritores de la época Flavia, quienes intentaron crear una imagen negativa de Vitelio, y para ello lo asociaron con los vicios más evidentes de los Julio-Claudios. Sin embargo, se sabe que Aulo sirvió a Calígula durante las carreras y que conservó la predilección por la facción azul durante el resto de su vida. Al final del reinado de Nerón, Vitelio era conocido por su codicia y su increíble glotonería.
Se desconocen las fechas de la cuestura y de la pretura de Vitelio, aunque partiendo de la base de que se podía llegar a cuestor no antes de los veinticinco años, y a pretor no antes de los treinta, los estudiosos admiten que el primero de estos cargos pudo ser ocupado por Aulo ya bajo Calígula, y el segundo inequívocamente bajo Claudio. En el año 48 obtuvo el cargo de cónsul conjuntamente con Lucio Vipstano Publícola Mesala, y seis meses después cedió el puesto a su hermano Lucio, quien se convirtió en cónsul sufecto. Las fuentes no mencionan ninguna experiencia militar de Vitelio, pero sí fue quindecimviri sacris faciundis.
Durante bastante tiempo después de 48, Vitelio no ocupó ningún cargo público. Los investigadores lo atribuyen a la lucha política que estalló en el entorno de Claudio, ya que el 1 de enero de 49, el princeps se casó con Agripina la Joven, y a partir de entonces uno de los «partidos» de la corte abogó por la transición del poder tras la muerte de Claudio hacia su hijastro Nerón, mientras que el otro estuvo del lado de su hijo natural, Británico. Vitelio se encontraba dentro del segundo «partido» al igual que Tito Flavio Vespasiano, quien al parecer era su cliente. Fue la presencia de esta fuerza política la que pudo llevar a Agripina a envenenar a su marido en el año 54. Nerón, quien se convirtió en emperador un año después, envenenó a Británico, lo que supuso la derrota total de los Vitellii.
Ante el cambio de situación, Aulo y su hermano encontraron un nuevo mecenas en el influyente tutor imperial Lucio Anneo Séneca, quien estaba emparentado con la segunda esposa de Aulo, Galeria Fundana, y en consecuencia, empezaron a ocupar de nuevo cargos públicos. A principios del año 57, el mayor de los hermanos se convirtió en miembro del colegio de los hermanos arvales, y en el año 60 o 61 se convirtió en procónsul de la provincia de África. Lucio Vitelio le sucedió en el cargo, mientras que Aulo permaneció en África como legado en 61 o en 62. Suetonio informa de que este último gobernó la provincia «con rara integridad»; según Tácito, Vitelio se ganó la lealtad de la caballería silana durante su gobierno, lo que le ayudó posteriormente en la guerra civil.
En el año 63 o 64 Vitelio ocupó el cargo de administrador de edificios públicos, con el que, según Suetonio, «robaba de los templos ofrendas y ornamentos o los sustituía, poniendo en lugar de oro y plata estaño y cobre amarillo». La historiografía sugiere que de este modo Vitelio pudo haber cumplido las órdenes de Nerón, quien sufría una constante escasez de dinero. Ya antes, en el año 62, Aulo había defendido los intereses del emperador en el Senado. Publio Clodio Trásea Peto se había opuesto a la ejecución del pretor Antistio, acusado de «insultar a su majestad» por recitar poemas «en desafío al princeps», y había recibido el apoyo de la mayoría; Vitelio fue uno de los pocos que defendió la necesidad de ejecutarlo, pero fracasó. En el año 65 Aulo fue mayordomo en los juegos de Nerón.
En el año 65 comenzó un enfrentamiento abierto entre Nerón y una parte importante de la aristocracia romana. El emperador masacró a los implicados en la conjura de Pisón y, en particular, obligó a Séneca a suicidarse. Estos acontecimientos también afectaron a los Vitellii, ya que en los últimos años del reinado de Nerón no ocuparon ningún cargo y no fueron mencionados en absoluto en las fuentes. Es con estas dificultades con las que se puede relacionar el relato de Suetonio sobre la pobreza de Aulo, quien se vio obligado a alquilar toda su casa y a poner a su mujer e hijos en algún desván. Al parecer, Tito Flavio Vespasiano sólo pudo mantener su posición política distanciándose de Vitelio. Al mismo tiempo, este último no se divorció de Galeria Fundana, a pesar de su peligroso parentesco, lo que puede significar que su posición no era tan vulnerable.

### Subida al poder

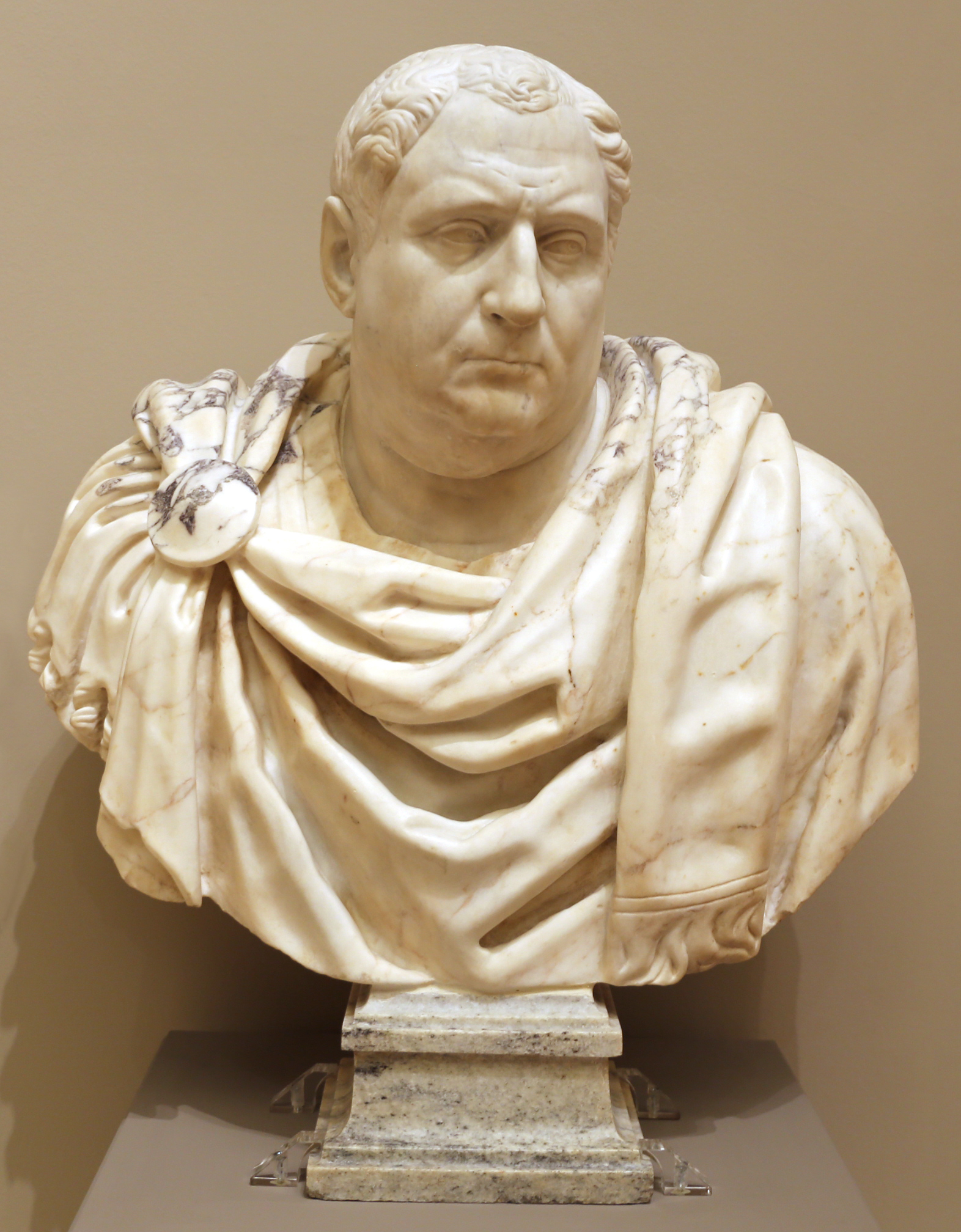
Busto de Aulo Vitelio.

En el año 68 hubo un cambio de poder en el Imperio romano, cuando  Servio Sulpicio Galba, gobernador de Hispania Tarraconense, se rebeló en alianza con Cayo Julio Víndex, gobernador de Galia Lugdunense, y se convirtió en emperador, lo que hizo que Nerón se viera obligado a suicidarse. 
Estos acontecimientos provocaron la desestabilización de algunas provincias; en particular, el gobernador de Germania Inferior Fonteyo Capitón, quien estaba relacionado con la casa imperial, fue asesinado por los legados Cornelio Aquino y Fabio Valente. Según una versión, estos dos actuaban en interés del nuevo emperador; otra versión dice que fue al revés, trataron de incitar a Capitón a la rebelión y lo mataron porque fracasaron. En cualquier caso, Aquino y Valente expresaron su lealtad a Galba, y este último aprobó retrospectivamente el asesinato de Capitón. Durante un tiempo, Germania Inferior estuvo sin gobernador, pero a finales de año el nuevo emperador envió allí como nuevo legado a Aulo Vitelio.
Suetonio cuenta los motivos de este inesperado nombramiento, ya que, según él, la iniciativa pertenecía a uno de los colaboradores de Galba, Tito Vinio, quien era, al igual que Vitelio, partidario de la facción azul del circo. Así, Servio Sulpicio, quien había oído hablar de la avaricia de Aulo, lo nombró «no tanto por piedad como por desprecio». Para conseguir dinero para el viaje a la provincia, Vitelio se vio obligado a empeñar la perla del pendiente de su madre.
El nuevo gobernador tomó posesión de su cargo el 1 de diciembre de 68 y, recordando el destino de su predecesor, Vitelio intentó desde el principio ganarse el amor de sus subordinados:

…besando en el camino a cuantos había encontrado, incluso a simples soldados, bromeando en todos los descansos y en todas las posadas con los caminantes y muleros, preguntando a cada uno, desde el amanecer, si había almorzado ya, y eructando ante ellos para demostrar que él ya lo había hecho. Cuando entró en el campamento no negó nada a nadie y por autoridad propia perdonó la ignominia a los soldados degradados; a los acusados, perdonó la vergüenza del traje, y a los condenados el suplicio.

Suetonio,  Vit. Vit. VII, 3.

Vitelio tenía ahora cuatro legiones bajo su mando, que colocó en cuarteles de invierno: la I Germanica en Castra Bonnensia, la Legio V Alaudae y la XV Primigenia en Castra Vetera, y la XVI Gallica en Novesium. Los soldados estaban muy descontentos con el nuevo emperador porque habían participado en la derrota de Julio Víndex y estaban orgullosos de esta victoria, pero Galba sólo recompensó a los que se habían unido a la rebelión; los legionarios esperaban un donativum en relación con el cambio de poder, pero no recibieron nada. Además, «guardaron el brillante recuerdo de Fonteyo Capitón», cuyo asesinato extrajudicial fue aprobado por el emperador. Sus procuradores escribieron más de una vez a Galba sobre el alarmante estado de ánimo de las legiones de la Germania Inferior y la vecina Germania Superior.
Finalmente, el malestar en las legiones germanas se convirtió en otro motín. La ocasión fue el tradicional juramento al emperador, que debía realizarse el 1 de enero de cada año. Ese día los soldados de las legiones I y V de la Germania Inferior lanzaron piedras contra las imágenes de Galba, mientras que los soldados de las legiones XV y XVI se limitaron a proferir amenazas. Mientras tanto, en la Germania Superior, las legiones IV y XXII, acantonadas en Maguncia, destrozaron las imágenes del emperador, ataron a los oficiales que intentaron impedirlo y juraron lealtad no al césar, sino al «Senado y al pueblo de Roma». Esa misma noche el abanderado de la legión IV se dirigió a Colonia Agripina e informó a Vitelio de la revuelta y de la necesidad de elegir un nuevo emperador, y en consecuencia, el 2 de enero, las tropas de la Germania Inferior proclamaron emperador a Vitelio. Existen dos versiones de estos hechos: Tácito y Plutarco informan del importante papel de uno de los legados, Fabio Valente, quien ya en diciembre instó a Vitelio a levantar una rebelión, y el 2 de enero entró en Colonia Agripina al frente de un destacamento a caballo y fue el primero en dar la bienvenida a su comandante como emperador. Suetonio, por su parte, se limita a informar de que los soldados de Aulo «lo arrastraron repentinamente fuera de su dormitorio, lo aclamaron como emperador y lo llevaron a través de las aldeas más concurridas». Pero en cualquier caso los soldados y los oficiales de las legiones germanas parecen ser los principales impulsores de esta rebelión. Existe incluso la opinión de que esta acción había sido preparada desde septiembre de 68 y que Vitelio era una mera marioneta en manos de los conspiradores.
El gobernador se negó a aceptar el título de césar, limitándose al nombre de Aulus Vitellius Germanicus. De inmediato recibió el apoyo de los fuertes ejércitos de las dos provincias germanas, que comprendían un total de siete legiones con sus auxiliares.
En los primeros días de la rebelión, Décimo Valerio Asiático, legado de Bélgica, cuyo padre era muy amigo del padre de Vitelio, y el gobernador de Galia Lugdunense Junio Bleso, quien llevó la Legio I Italica y el Ala Tauriana a la Germania Inferior, se pasaron a su lado.
Vitelio, para aumentar su popularidad, ordenó la ejecución de los comandantes más odiados por los soldados, pagó a los centuriones para que dieran permiso a los soldados rasos y nombró a jinetes para los puestos de palacio que antes ocupaban los hombres libres. Además, se iniciaron los preparativos para la marcha del ejército rebelde a Italia.

### Guerra contra Otón

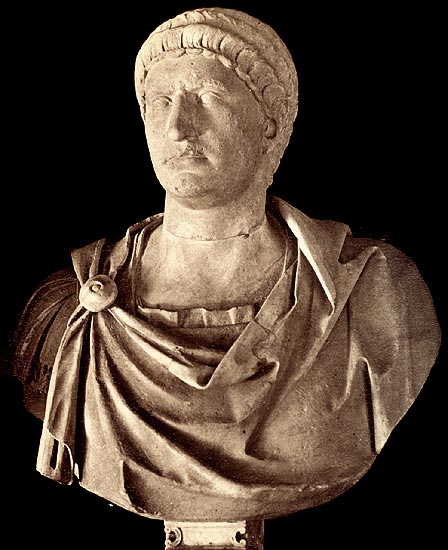
Marco Salvio Otón.

En Roma, en enero de 69, también se produjeron acontecimientos tumultuosos. Galba había puesto en su contra no sólo a los ejércitos provinciales, sino también a los pretorianos y a una parte importante de la aristocracia. Después de anunciar la adopción del joven senador Lucio Calpurnio Pisón Frugi Liciniano, Marco Salvio Otón, quien había reclamado previamente el puesto de heredero imperial, se atrajo a los pretorianos y organizó un golpe de Estado. El 15 de enero los pretorianos mataron a Galba y a Pisón, y en consecuencia, Otón fue proclamado emperador. En la tarde del mismo día los romanos se enteraron del motín de las legiones germanas.
Mientras tanto, nuevos territorios quedaron bajo el control de Vitelio. Fue reconocido como emperador por las tropas estacionadas en Recia y por el gobernador de Britania, Marco Trebelio Máximo. Es cierto que este último tuvo que huir de su provincia, pero Tácito sigue escribiendo que a Vitelio «se le unió un ejército británico», aunque se desconoce qué motivos tenía para ello. Quinto Julio Cordo, gobernador de Aquitania y el gobernador de Hispania, Marco Cluvio Rufo, quien mandaba dos legiones, reconocieron a Otón, pero pronto se pusieron del lado de Vitelio. Así lo hizo Galia Narbonense, «pues los habitantes vieron el peligro que se avecinaba y comprendieron que siempre era más fácil unirse al que estaba más cerca y era más fuerte». Tácito incluso afirma que las provincias orientales también se sometieron a Otón sólo porque supieron de él antes que de Vitelio. Pero el intento de Aulo de poner a las legiones panonias de su lado acabó en fracaso.
Otón trató de terminar el asunto de forma pacífica y envió a Vitelio una carta en la que le ofrecía, según Plutarco y Tácito, una gran suma de dinero y todas las oportunidades para «llevar una vida de holgura, placer y ocio» y, según Suetonio, el estatus de cogobernante y él mismo como yerno. En cualquier caso, Vitelio no aceptó esta oferta. Se produjo una correspondencia entre los adversarios, en la que cada uno trató de acusar al otro de todo tipo de pecados: indolencia, extravagancia, incompetencia en asuntos militares, etc. Vitelio también intentó apelar directamente a los pretorianos para inducirlos a su lado, pero fracasó.
Ya en enero de 69, Aulo envió dos ejércitos a Italia. Uno de ellos, formado por cuarenta mil hombres al mando de Fabio Valente, se desplazó por el sur de Galia hasta Augusta Taurinorum, el otro, compuesto por treinta mil soldados bajo el mando de Aulo Cecina Alieno, a través de Helvecia, lo que es discutido por la historiografía actual, que dice que este número está sobrestimado en aproximadamente la mitad. Otón pudo contrarrestar estas fuerzas con un ejército de unos veinticinco mil efectivos. Aunque los vitelianos ocuparon los pasos alpinos, en las primeras batallas, la ventaja estuvo siempre del lado del enemigo. La flota de Otón, reforzada con parte de los pretorianos, desembarcó en Galia Narbonense, y parte del ejército de Fabio Valente fue derrotado; en consecuencia, Córcega y Cerdeña quedaron del lado de Marco Salvio. Mientras tanto, Aulo Cecina había invadido Galia Transalpina, donde la caballería silana se acercó a su lado. Sin embargo, los otonianos mantuvieron Plasencia y derrotaron a Cecina en Cremona. Finalmente, en la batalla de las fuerzas principales en Los Castores, un pasaje situado a doce kilómetros de Cremona, Cecina fue de nuevo derrotado, y su ejército habría sido destruido si el general de Otón, Cayo Suetonio Paulino, no hubiera ordenado por precaución que cesara la persecución.
Pronto Cecina y Fabio Valente unieron sus fuerzas. En ese momento la fuerza total de su ejército podría haber sido entre treinta a cuarenta mil y cien mil soldados, mientras que los otanianos eran unos cincuenta mil. Otón, quien llegó al teatro de la guerra, rechazó el consejo de retrasar la guerra y aceptó la gran batalla que querían los comandantes vitelianos. El enfrentamiento tuvo lugar el 14 de abril de 69 en Bedriacum y fue caótico y feroz. Los vitelianos atacaron repentinamente a un enemigo cansado de su larga marcha; un golpe en su flanco realizado por la caballería bátava lo decidió todo, tras lo cual el ejército de Otón se retiró. Aunque no había sido una derrota total, al día siguiente todo el ejército de Otón, que se había refugiado en el campamento, juró lealtad a Vitelio. Marco Salvio, al enterarse de lo sucedido, se suicidó, pues no quería continuar la guerra fratricida.

### Inicio del reinado

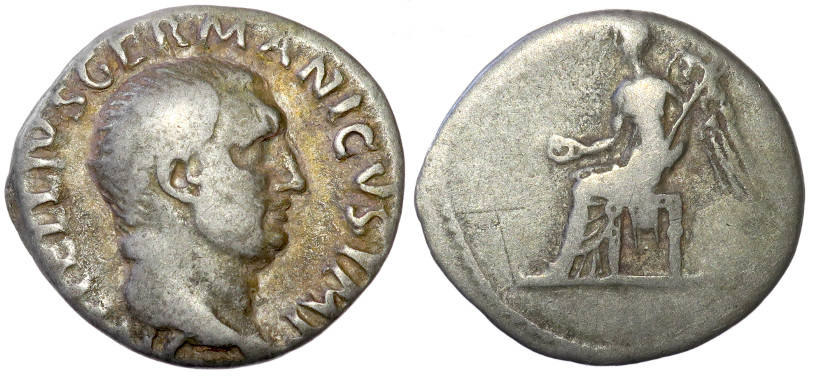
Denario con efigie de Aulo Vitelio.

Después de la muerte de Otón nadie opuso resistencia a los vitelianos. Los senadores que habían permanecido con Marco Salvio en Brixella se dirigieron a Bononia y allí expresaron su lealtad a Vitelio; el prefecto de Roma Tito Flavio Sabino, al enterarse de lo sucedido, hizo jurar lealtad al nuevo emperador a todas las tropas de la ciudad. Los habitantes de la Urbe consideraron a Vitelio un vengador de Galba y, por tanto, recibieron la noticia con entusiasmo. El Senado consideró necesario conferir a Vitelio todos los honores posibles de una vez el 19 de abril de 69.
El propio Vitelio se encontraba en Galia durante la guerra civil, donde estaba reclutando nuevas tropas; ya entonces Lugdunum y Tarraco comenzaron a acuñar monedas con su imagen. Tras recibir cartas de Italia, se dirigió al sur; primero bajó por el río Araris hasta Lugdunum, donde le esperaban los generales de ambos bandos recientemente enfrentados. Allí colmó de las insignias de la dignidad imperial a su hijo de seis años, quien recibió el cognomen de Germanicus. Quizás de esta manera Vitelio quiso halagar a las legiones germanas y aprovechar el buen recuerdo que aún sobrevivía entre el pueblo del sobrino de Tiberio Germánico César, quien había muerto cincuenta años antes.
En Lugdunum, el nuevo princeps dio sus primeras órdenes como gobernante de todo el Imperio romano. Rechazó los títulos de augusto y césar que le ofrecía el Senado, ordenó la ejecución de los centuriones más leales a Otón y de Cneo Cornelio Dolabela, el segundo marido de su primera esposa, Petronia, y envió como nuevo gobernador a Britania a Marco Vetio Bolano. Desde Lugdunum, Vitelio se dirigió a Roma a través de los Alpes, Augusta Taurinorum y Cremona, donde Cecina le organizó unos juegos de gladiadores. A continuación, presumiblemente el 23 de mayo, visitó el campo de batalla de Bedriacum, todavía cubierto de cadáveres. Según Dion Casio, «disfrutó de este espectáculo, como si siguiera triunfando, pero nunca dio la orden de enterrarlos». Suetonio, por otro lado, afirma que el emperador dijo: «¡El enemigo muerto siempre huele bien, y mejor aún si es ciudadano!».
Entonces Vitelio asistió a otros juegos de gladiadores, esta vez en Bononia, donde también aprobó cambios en la lista de cónsules sufectos para el año en curso y así, para conceder a Fabio Valente y Cecina este puesto honorífico, el emperador acortó el tiempo de consulado para los demás, y Marcio Marco, Valerio Marino y Pedanio Costa fueron excluidos por completo. Además, en su camino a Roma se ocupó de las tropas que habían apoyado a Otón y que ahora suponían un hipotético peligro para el nuevo poder, para lo cual despidió a muchos pretorianos del servicio, envió a la legión XIV a Britania y encargó a la XIII la construcción de anfiteatros en Bononia y Cremona.
En junio, incluso antes de llegar a Roma, Vitelio se enteró de que el gobernador de Siria Cayo Licinio Muciano y el gobernador de Judea Tito Flavio Vespasiano reconocieron su autoridad. Como Mauritania se había pasado a su lado ya en abril, Vitelio controlaba ahora todo el territorio del Imperio. Finalmente, el 17 de julio entró en la capital al frente de un ejército de sesenta mil hombres. Suetonio afirma que los soldados entraron en Roma con las espadas desnudas, y que el emperador llevaba un manto militar; según Tácito, Vitelio se vistió para la ocasión con una toga por consejo de unos amigos. Ese mismo día Aulo nombró augusta a su madre, y el 18 de julio se declaró cónsul permanente (cónsul perpetuus), hizo una lista de cónsules para los diez años venideros, pronunció ante el Senado y el pueblo un panegírico en su honor, y recibió el rango de pontífice máximo. No le detuvo el hecho de que fuera el día de la batalla del Alia, considerado como nefasto.
La ciudad estaba a merced de los soldados que acampaban allí, a quienes Vitelio complacía en todo. Así, accedió a la demanda de ejecución de tres generales galos que habían luchado en el bando de Cayo Julio Víndex el año anterior; impuso impuestos adicionales a los libertos imperiales para recaudar dinero para pagar el donativum; permitió a los soldados alistarse en la unidad que quisieran, y muchos pasaron al servicio pretoriano, lo que hizo que el número de la renovada guardia pretoriana aumentara hasta veinte mil hombres, distribuidos en 16 cohortes. La Guardia Pretoriana estaba ahora dirigida por los prefectos Publio Sabino y Julio Prisco, quienes gozaban del favor de Cecina y Valente respectivamente. Estos últimos competían entre sí por la influencia sobre el emperador y eran los hombres más influyentes de Roma; presumiblemente desde el 1 de septiembre hasta finales de octubre ocuparon los cargos de cónsules sufectos.
Uno de los esfuerzos de Vitelio durante estos meses fue desterrar a los astrólogos de Roma. Las fuentes informan que el emperador no puso límite a su gula, comía tres o cuatro veces al día y realizaba festines en casa de diferentes personas, lo que costaba mucho dinero, no menos de cuatrocientos mil sestercios. Además Suetonio escribe sobre otro vicio de Vitelio, la crueldad, pero Dion Casio informa que este emperador incluso de los seguidores de Otón ejecutó sólo a unos pocos.

### Guerra contra Vespasiano

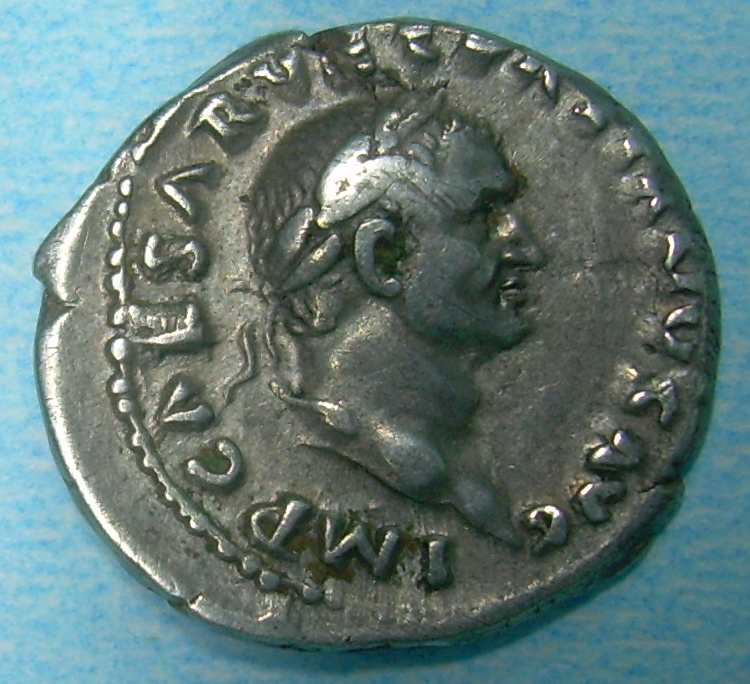
Moneda con efigie de Vespasiano.

En julio del 69 estalló otra rebelión en el este del Imperio, que fue fatal para Vitelio. El 1 de julio, en Alejandría, el gobernador de Egipto Tiberio Julio Alejandro hizo jurar a las dos legiones de su provincia lealtad al nuevo emperador, Tito Flavio Vespasiano, quien, por orden de Nerón, estaba al frente de la guerra contra los rebeldes en Judea. El 3 de julio en Cesarea Vespasiano fue proclamado césar por sus legiones; su poder fue reconocido entonces por el gobernador de Siria, Cayo Licinio Muciano. Así, Vespasiano estableció rápidamente el control sobre todas las provincias orientales y los reinos vasallos, lo que hizo que reuniera un fuerte ejército de ocho legiones. Envió parte de esta fuerza bajo el mando de Muciano hacia el oeste, con el objetivo de establecer un bloqueo en la costa italiana y obtener de los romanos el reconocimiento del nuevo emperador sin grandes enfrentamientos en tierra. Sin embargo, estos planes fueron desbaratados por las legiones de Mesia, Dalmacia y Panonia, que en su día habían apoyado a Otón hasta el final, debido a que desertaron al bando rebelde y en otoño de 69, por iniciativa de su comandante Antonio Primo, invadieron Italia desde el noreste.

El Imperio romano en el 69. El azul muestra las provincias leales a Vespasiano y el gris a Vitelio.

La mayoría de los ejércitos provinciales de Occidente se negaron a apoyar a Vitelio frente a la nueva amenaza. Los gobernadores de Germania Superior y de Britania, Marco Hordeonio Flaco y Marco Vetio Bolano respectivamente, temían que las tribus locales se alzaran contra ellos y prefirieron esperar, posición que también adoptaron los tres legados hispanos. En África la población local simpatizaba con Vitelio tras su gobierno, por lo que se alistó de buen grado en el ejército, pero el legado Valerio Festo jugó un doble juego, ya que apoyó secretamente a Vespasiano. La «lealtad inquebrantable» a Vitelio sólo la conservó el procurador de Recia, Porcio Septimino. Como resultado, el emperador podía confiar exclusivamente en las tropas estacionadas en Italia. Contra Antonio Primo se desplazó un ejército dirigido por Aulo Cecina, formado entre cincuenta mil y setenta mil soldados.
La tarea de los vitelianos era mantener el valle del Po y las comunicaciones entre Italia y Recia, pero Antonio Primo consiguió llegar a Verona, donde los dos ejércitos se detuvieron sin enfrentarse. Mientras tanto en Ravena la flota de Vitelio había desertado al enemigo con su comandante Sexto Lucilio Baso. Aulo Cecina también tramó una traición e incluso comenzó a poner a su ejército bajo juramento ante Vespasiano, pero los legionarios se rebelaron contra él y lo encadenaron. El ejército comenzó entonces a retirarse a Cremona para reunirse allí con otras dos legiones. Antonio Primo, por su parte, se movió tras los vitelianos, con la intención de obligarles a presentar batalla antes de que tuvieran un nuevo comandante.
La batalla decisiva tuvo lugar el 24 de octubre del 69 en Bedriacum, el mismo lugar donde los partidarios de Otón habían sido derrotados seis meses antes. En un desordenado y feroz combate nocturno los vitelianos fueron derrotados, y al día siguiente los supervivientes se rindieron. El segundo ejército de Vitelio, que marchaba desde el sur en ese momento, al enterarse de lo sucedido, se detuvo en Ariminus. Su comandante Fabio Valente decidió cruzar a Galia Narbonense, para reunir un nuevo ejército, pero en el camino fue capturado por los partidarios de los flavios; el ejército ariminés fue bloqueado por el enemigo. Al enterarse de la segunda batalla de Bedriacum, los gobernadores de Britania e Hispania desertaron abiertamente a Vespasiano. Vitelio reunió las últimas fuerzas —catorce cohortes y una legión de infantes— y puso al frente de este ejército a Julio Prisco y a Alfeno Varo, a quienes ordenó ocupar los pasos de los Apeninos para retrasar la guerra, lo que se fecha a mediados de noviembre. Pero en ese momento su segunda flota, la de Miseno, también desertó al enemigo, por lo que los flavios pudieron afianzarse en Campania. El ejército de Vitelio se retiró hacia Roma, comenzó a desertar en masa y el 15 de diciembre capituló, y en consecuencia, Aulo se quedó sin ningún soldado al norte de Roma.

### Muerte

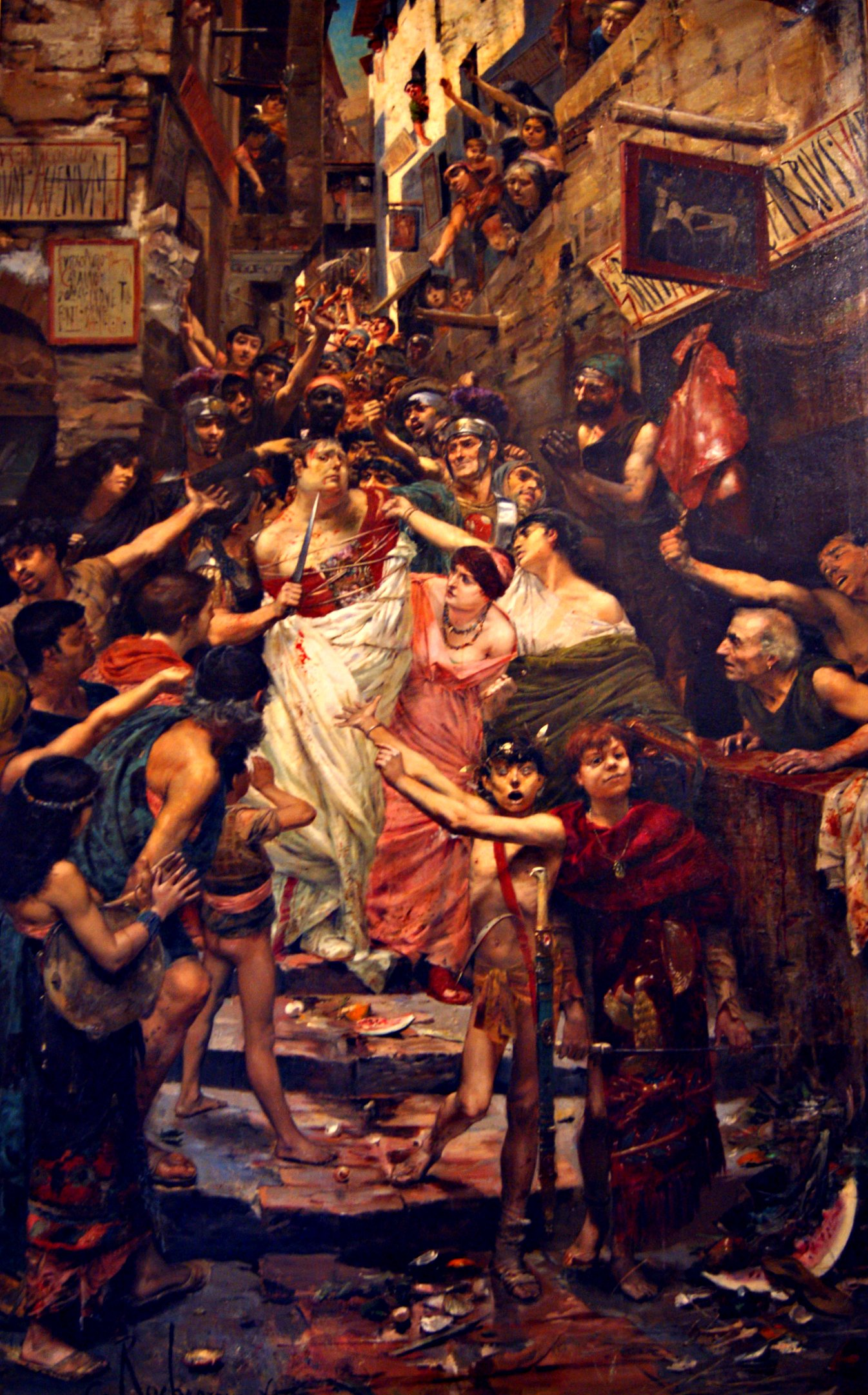
Georges-Antoine Rochegrosse. Aulo Vitelio en las calles de Roma, 1883.

Cuando los flavios se acercaron a Roma, Antonio Primo ofreció a Vitelio misericordia, dinero y refugio en Campania a cambio de renunciar al poder. El emperador, convencido de la inutilidad de la resistencia, estaba dispuesto a aceptar; Tito Flavio Sabino, hermano de Vespasiano, quien era prefecto de Roma, se convirtió en el mediador en las negociaciones que siguieron. Al enterarse de la traición de la última legión, Vitelio tomó una decisión: el mismo día, el 18 de diciembre de 69, descendió del Palatino, vestido de negro, acompañado de sus parientes, clientes y esclavos que lloraban, anunció a los ciudadanos reunidos que abandonaba el poder, pero la multitud y los pretorianos protestaron y no permitieron que Aulo entrara en el templo de la Concordia, donde iba a renunciar a las insignias de la dignidad imperial, y en consecuencia, Vitelio volvió al palacio.
En esta época, Tito Flavio Sabino ya había comenzado a tomar el control de la ciudad. Se produjeron escaramuzas en las calles; los vitelianos hicieron retroceder al prefecto hasta el Capitolio y al día siguiente, el 19 de diciembre, tomaron la colina por asalto, lo que causó que se quemara el templo de Júpiter Óptimo Máximo en el transcurso de la batalla. Sabino fue hecho prisionero y asesinado delante del emperador, aunque este quiso salvarlo; Suetonio escribe que Vitelio observó la batalla y el incendio desde el palacio de Tiberio, festejando. El hijo menor de Vespasiano, Tito Flavio Domiciano, quien estaba en el Capitolio, pudo escapar y sobrevivir.

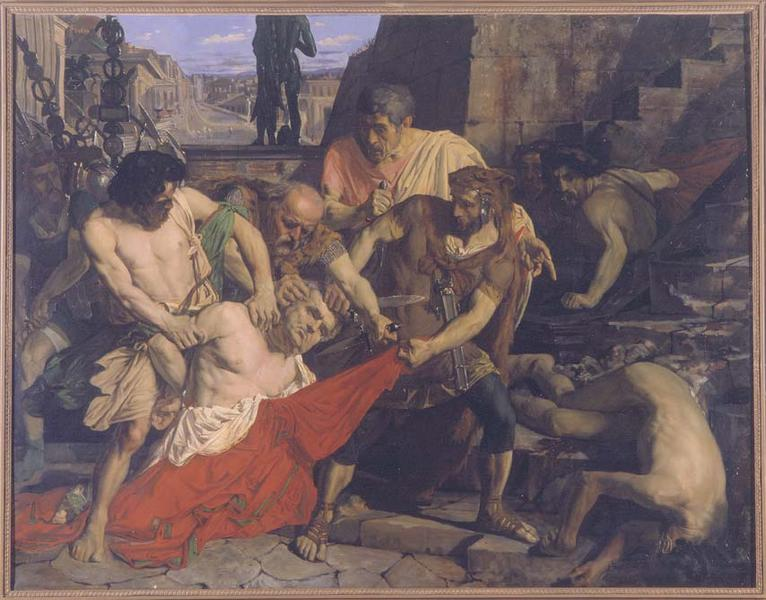
Paul Baudry. La muerte de Aulo Vitelio, 1847, La Roche-sur-Yon, museo municipal.

Al enterarse de estos acontecimientos, los generales flavios comenzaron a actuar con más vigor. El 20 de diciembre irrumpieron en los suburbios de Roma, donde se libró la batalla final, en la que los soldados de Vitelio, apoyados por la plebe, se defendieron desesperadamente, pero fueron arrollados. Aulo decidió trasladarse a la casa de su esposa en Aventino, y desde allí huir hacia donde estaba su hermano, quien todavía tenía una fuerza militar en Terracina, pero rápidamente se dio cuenta de que este plan no era factible. El emperador regresó entonces al palacio en el Palatino, que ya había sido abandonado por todos los esclavos y sirvientes. Se puso un cinturón con oro y se escondió, según algunos informes, en la garita del portero, según otros, en la letrina. Los soldados flavios lo encontraron, le ataron las manos a la espalda y lo arrastraron al foro.

Lleváronle casi desnudo al Foro, con las manos atadas a la espalda, una cuerda al cuello y las ropas destrozadas, prodigándole los peores ultrajes por todo el trayecto de la vía Sacra: unos le tiraban de los cabellos hacia la espalda para levantarle la cabeza, como se hace con los criminales; otros, le empujaban la barba con la punta de la espada para obligarle a mostrar la cara; arrojábanle éstos fango y excrementos; aquellos le llamaban borracho e incendiario; parte del pueblo hacia burla hasta de sus defectos corporales, porque era, en efecto, extraordinariamente alto y tenía el rostro encendido y manchado por el abuso del vino, el vientre abultado y una pierna más delgada que la otra, a consecuencia de una herida que se infirió en otro tiempo en una carrera de carros, sirviendo de auriga a Calígula. Cerca ya de las Gemonías le desgarraron, en fin, a pinchazos con las espadas y por medio de un gancho lo arrastraron hasta el Tíber.

Suetonio,  Vit. Vit. XVII.

Antes de morir, Vitelio dijo a los que se burlaban de él: «¡Después de todo, fui vuestro emperador!». Según Suetonio, el cadáver fue arrastrado con un gancho al Tíber; Dión Casio escribe que los asesinos cortaron la cabeza de Vitelio y la llevaron por la ciudad durante mucho tiempo, y que después se permitió a la viuda enterrar el cadáver.
Después de Aulo, su hijo y su hermano fueron asesinados. Al día siguiente, Cayo Licinio Muciano y Tito Flavio Vespasiano aparecieron en la capital y consiguieron restablecer un relativo orden. La muerte de Vitelio marcó el fin de la guerra civil; Vespasiano, quien llegó a Roma en septiembre del 70, gobernó durante nueve años y murió de causas naturales.

## Apariencia
Suetonio informa que Aulo Vitelio era «de enorme estatura», con un gran vientre y un rostro rojo por la embriaguez. Sirviendo a Calígula en una carrera, el futuro emperador se magulló gravemente el muslo en un carro, y los efectos de esta lesión le duraron para toda la vida. Se han conservado bustos de Vitelio e imágenes en monedas, pero no aportan material suficiente para verificar las palabras de Suetonio: sólo está claro que al final de su vida Aulo era un hombre corpulento y contaba con un cuello grueso.

## Familia

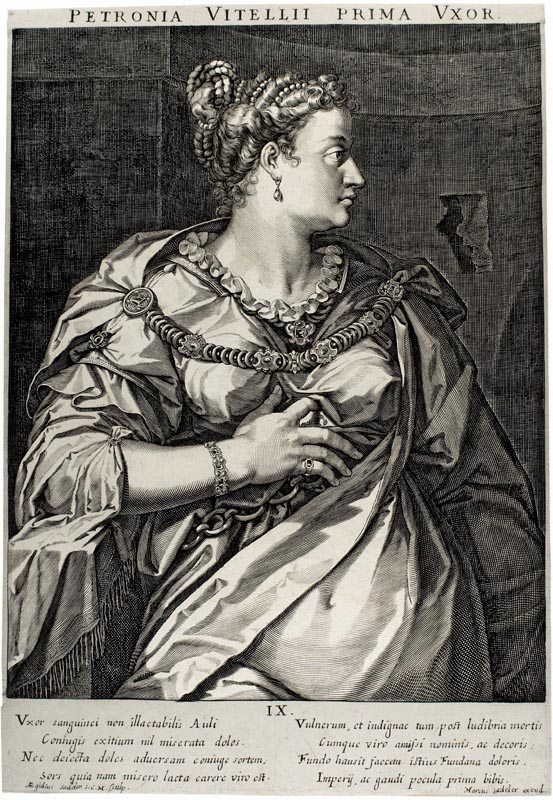
Petronia.

La primera esposa de Aulo Vitelio fue Petronia, hija de Publio Petronio, cónsul en 19, y Plaucia, aunque la fecha de matrimonio es desconocida. La pareja se divorció, probablemente poco después de la muerte de Lucio Vitelio el Viejo, y Petronia se convirtió en la esposa de Cornelio Dolabela. Más tarde, Aulo se casó por segunda vez, con Galeria Fundana. De su primer matrimonio tuvo un hijo llamado Vitelio Petroniano, ciego de un ojo, quien se convirtió en el heredero de su madre a costa de dejar la autoridad paterna. Según Suetonio, Aulo Vitelio envenenó a este hijo y alegó que se trataba de un suicidio, ya que supuestamente decidió envenenarlo, pero se suicidó por remordimiento.
En su segundo matrimonio Vitelio tuvo una hija y otro hijo, quien «balbuceaba hasta el punto de ser casi tenido por mudo». Este hijo, nacido el 6 de junio de 62, recibió en 69 la adicción honorífica al nombre de «Germánico», y murió en diciembre de ese mismo año en Roma con su padre. Vitelio prometió la mano de su hija en el año 69 a Décimo Valerio Asiático, gobernador de Bélgica. Existe la teoría de que este matrimonio se consumó y que el hijo de Décimo, Marco Lolio Paulino Décimo Valerio Asiático Saturnino, era el nieto de Vitelio. Tras la muerte de Décimo, Vespasiano organizó otro matrimonio para Vitelia, quien no se sabe su nombre, e incluso le dio un dote. El anticuario R. Ganslik sugirió que este romano pertenecía a la gens Antonia, y Christian Settipani que fue Libón Rupilio Frugi, cónsul sufecto en 88. Según esta última hipótesis, la hija del emperador se llamaba Galeria Fundania, y tuvo una hija Rupilia Faustina, abuela de Marco Aurelio.

## Evaluaciones de la personalidad y las actividades

### En las fuentes clásicas
La información sobre Aulo Vitelio procede principalmente de la Historia de Tácito, debido a que otras fuentes sobre el emperador como el relato de Suetonio, Dion Casio y Flavio Josefo informan muy poco. Plutarco escribió una biografía separada de Vitelio, pero su texto se ha perdido, al igual que, por ejemplo, el texto de la biografía escrita por Pompeyo Planta. Un buen recuerdo de Aulo Vitelio fue conservado sólo por las legiones de las provincias occidentales, debido a que se sabe que durante el reinado de Vespasiano en Vetera, en Germania Inferior, y en Bélgica los soldados restauraron las estatuas de Aulo que estaban en los campamentos y pueblos belgas. La literatura antigua, sin embargo, retrata a este emperador exclusivamente en tonos negativos.
En particular, Tácito escribe que en el Senado bajo Nerón, Aulo Vitelio «atacaba constantemente a los hombres más honestos con regaños y, al ser rechazado, se callaba inmediatamente, como es característico de los cobardes». Menciona su «repugnante e insaciable pasión por la comida», afirma que en el fragor de la guerra civil «pasaba el tiempo en la ociosidad, el lujo y los festines, aparecía en público borracho y atiborrado en pleno día». Según él, el emperador intentó no pensar en el futuro, se entregó a los excesos y «gastó doscientos millones de sestercios en pocos meses». Suetonio también informa de la pasión de Vitelio por la comida:

Su voracidad no sólo no tenía límites, sino que era también sucia y desordenada, no pudiendo contenerse ni durante los sacrificios ni en los viajes. Comía sobre los mismos altares carnes y pastelillos, que mandaba cocer en ellos, y por los caminos tomaba en las tabernas platos humeando aún, o que, servidos el día anterior, estaban medio devorados.

Suetonio,  Vit. Vit. XIII, 2.

Además, Suetonio habla de la crueldad de Vitelio: «Castigar y ejecutar a cualquiera y por cualquier cosa era un placer para él». Según el autor de Las vidas de los doce césares, Vitelio ejecutó de buen grado a aristócratas, astrólogos, burladores, arruinó a todos sus prestatarios y quizá mató de hambre a su propia madre. Es cierto que Dion Casio informa que este emperador incluso de los partidarios de Otón ejecutó sólo unos pocos.

### En la historiografía

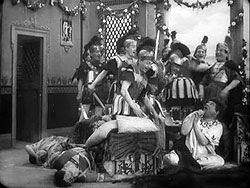
Una escena de la película Vitelio (1910).

Los investigadores tienen diferentes opiniones sobre las causas de la guerra civil del 68-69 y, en particular, sobre la rebelión de Aulo Vitelio. Destacan dos tendencias principales: algunos estudiosos hablan de la lucha entre las provincias y Roma como componente principal de esta guerra, otros de una rivalidad entre los ejércitos provinciales. En la historiografía soviética, de acuerdo con la ideología imperante, se extendió la visión de que una crisis socioeconómica fue el motor de los acontecimientos debido a que la población de ciertas partes del imperio se levantó contra el gobierno y fue apoyada por el ejército.
El historiador soviético Serguéi Kovaliov, opuesto al colonialismo, vio en la guerra civil de 69 la evidencia, por un lado, de la fragilidad de la base social julio-claudia, y por otro, del ascenso de las provincias, que se recuperan de las guerras civiles del siglo i a. C. Las revueltas de los gobernadores, entre ellos Aulo Vitelio, fueron la primera manifestación de las tendencias separatistas que acabaron por arruinar el imperio. La investigadora alemana Brigitte Ritter cree que las rebeliones del 68-69 fueron «experimentos e improvisaciones» debidos a la falta de comprensión de la sociedad romana de en qué se basaba exactamente el poder imperial. Anteriormente había pasado de mano en mano dentro de una familia; ahora los romanos estaban aprendiendo por experiencia que podían «crear princeps»: «el Senado y el pueblo de Roma», los pretorianos o los ejércitos provinciales. Aulo Vitelio fue víctima de uno de estos intentos.

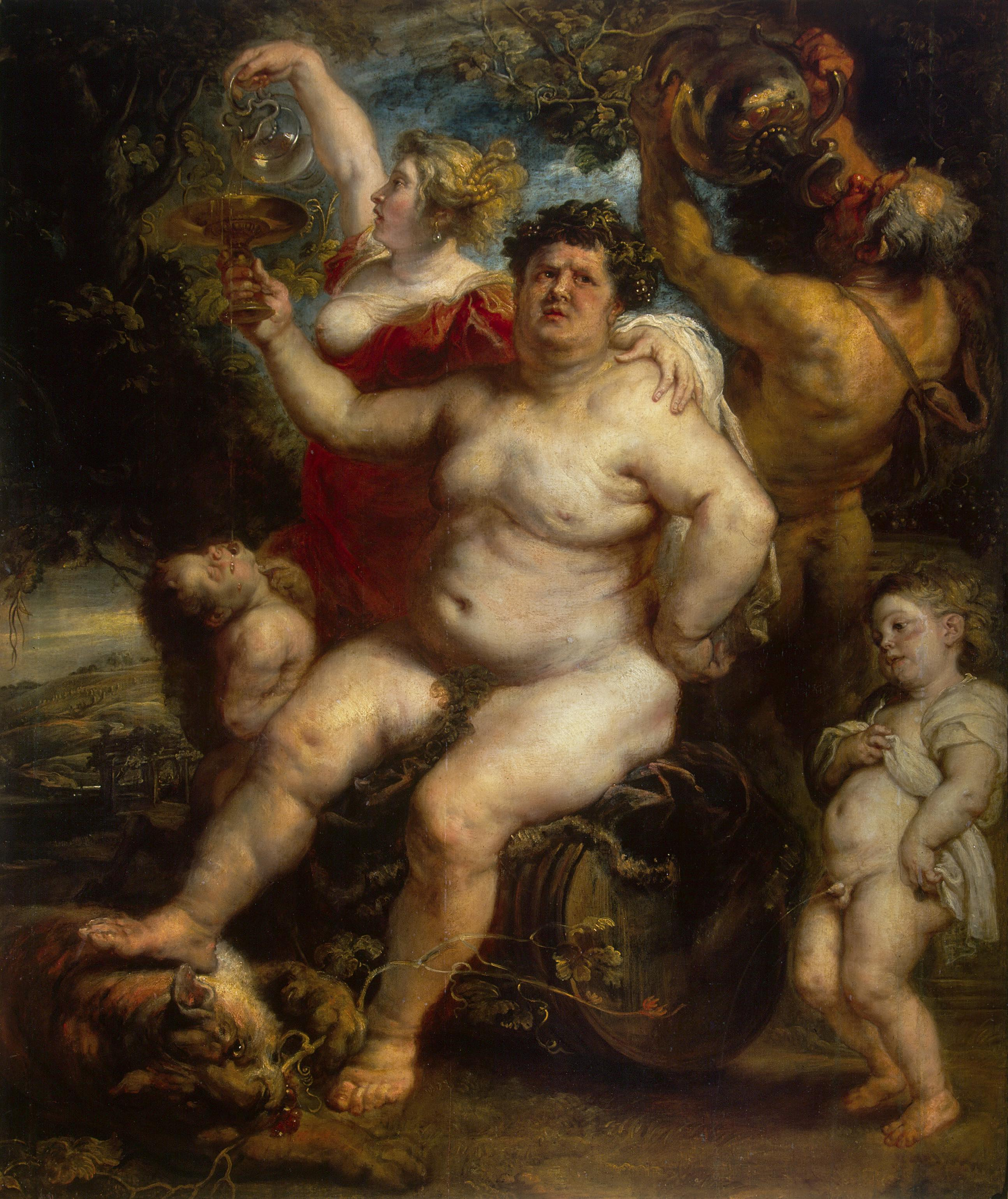
Pedro Pablo Rubens. «Baco». Entre 1638 y 1640. Óleo sobre lienzo. 191 x 161,3 cm. Museo del Hermitage.

En cierto sentido, Vitelio ocupa con Otón una posición intermedia entre los Julio-Claudios y los Flavios: los primeros pertenecían a la antigua aristocracia republicana, mientras que los segundos no tenía nada que ver con ella, ya que el padre de Vespasiano sólo era un recaudador de impuestos que había alcanzado el anillo ecuestre y su abuelo un simple centurión. Vitelio, por su parte, pertenecía a la nueva nobleza imperial, siendo un noble de segunda generación. Kovalev reconoce a Vitelio como «el más insignificante» de los cuatro emperadores del 69, debido a que su egoísmo había llevado al imperio a la bancarrota total y la disciplina en el ejército se degradó por completo bajo su mando. R. Ganslik escribe que Vitelio carecía de la fuerza de carácter de Lucio Verginio Rufo, quien renunció al poder imperial, aunque pudo hacerse con él, y de Marco Salvio Otón, quien, viendo su causa perdida, se suicidó. También existe una opinión alternativa: la imagen negativa de Vitelio puede haber sido construida en gran medida de forma artificial por los escritores de la época flavia, quienes de este modo buscaban potenciar la legitimidad de Tito Flavio Vespasiano. G. Walzer ve a Vitelio como un destacado estratega, quien demostró su valía en la guerra con Otón. B. Ritter dedicó toda una monografía para repasar los informes de los autores de la antigüedad sobre este tema: en opinión de este estudioso, Vitelio fue un general y político capaz de unir a varios grupos sociales a su alrededor e hizo que las máximas de su corto reinado fueran la misericordia y la concordia.
Según E. Sherstnev, la rebelión de Aulo Vitelio fue un punto de inflexión en la historia de la crisis del 68-69: a partir de ese momento se puede hablar de una guerra civil en toda regla. A. Egorov vio en la política de Aulo tendencias tanto autoritarias como favorables al Senado.

## Representaciones en el arte
El interés de los artistas por Vitelio era característico de los Países Bajos del siglo XVII. En particular, se conserva la pintura «Baco» de Joachim Wtewael (c. 1618), cuya cabeza fue pintada a partir de un retrato esculpido del emperador. El más conocido es «Baco» de Pedro Pablo Rubens, representado como un juerguista desorbitado con una copa en la mano. El cuadro se ha repetido dos veces más, sus variantes se conservan en el Museo del Hermitage, la Galería Uffizi y la Galería de Dresde. El prototipo de la cabeza de Baco en los cuadros de Rubens era un busto de mármol de Vitelio, conocido en seis repeticiones; al parecer, el artista se sirvió de una copia conservada en el Louvre.
Aulo Vitelio es un personaje de varias obras literarias. Aparece en las novelas «Daughters of Rome» de Kate Quinn, «The Last Caesar» de Henry Venmore-Rowland y en una serie de novelas de Simon Scarrow. El director francés Henri Pouctal realizó en 1910 el cortometraje mudo Vitelio.